# 薩比拉巴德
40°00′46″N 48°28′44″E / 40.01278°N 48.47889°E

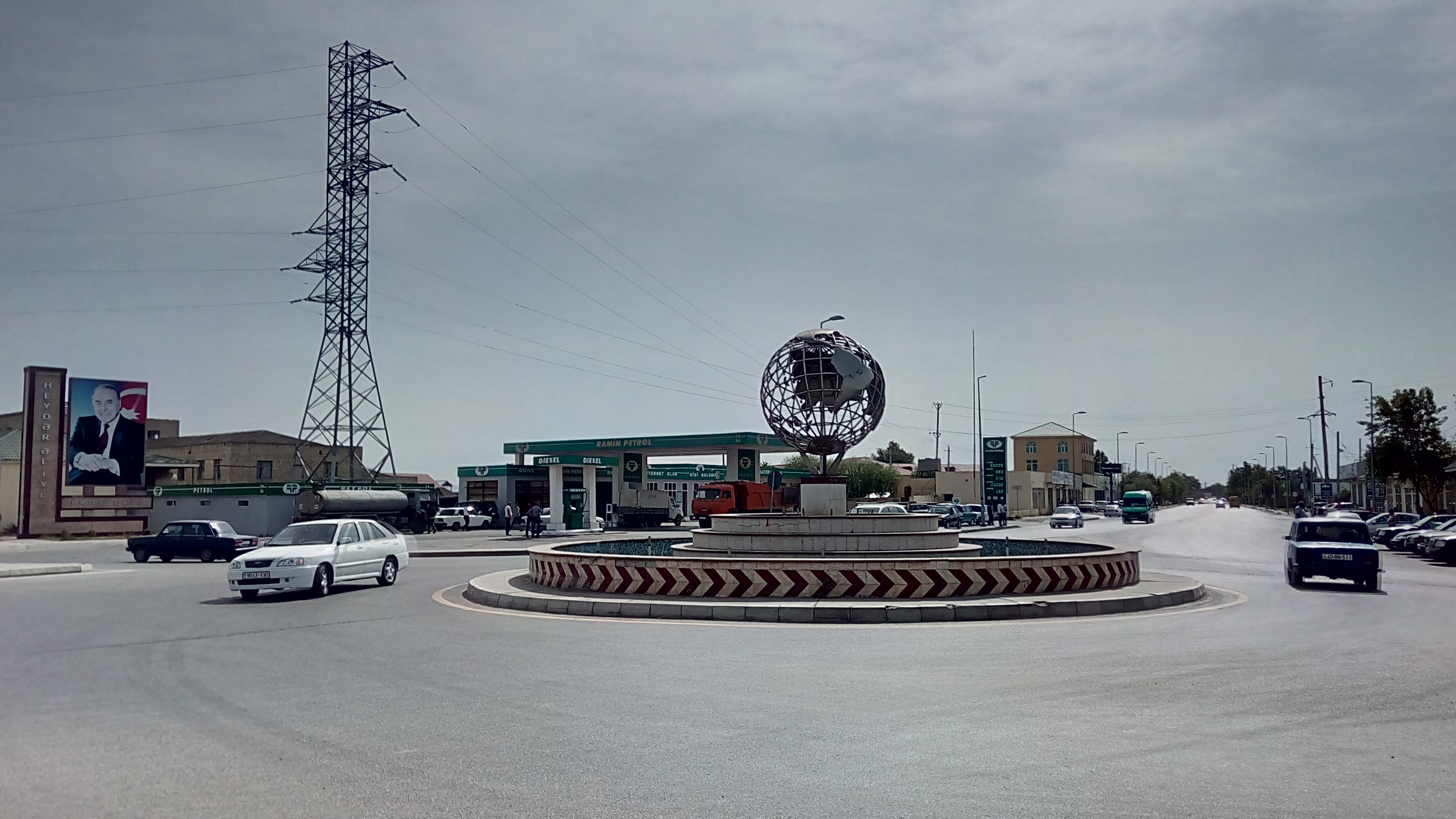
薩比拉巴德

薩比拉巴德（Sabirabad）是阿塞拜疆的城鎮，也是薩比拉巴德區的首府，位於該國東部，毗鄰庫拉河與阿拉斯河的匯流處，始建於十九世紀，2008年人口29,665。

## 外部連結
- World Gazetteer: Azerbaijan （页面存档备份，存于） – World-Gazetteer.com